# Labirynt

Przykładowy labirynt

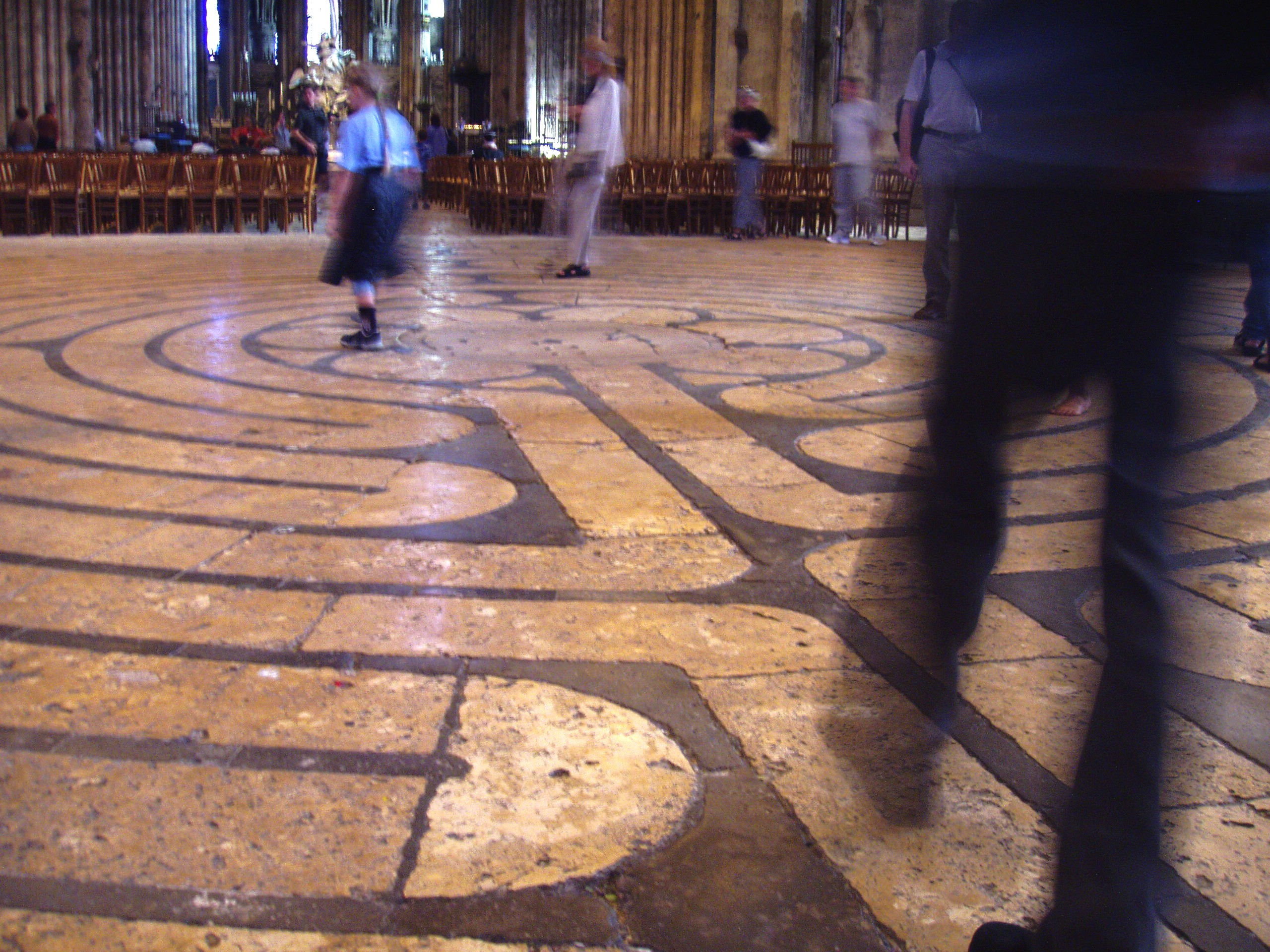
Labirynt w katedrze w Chartres

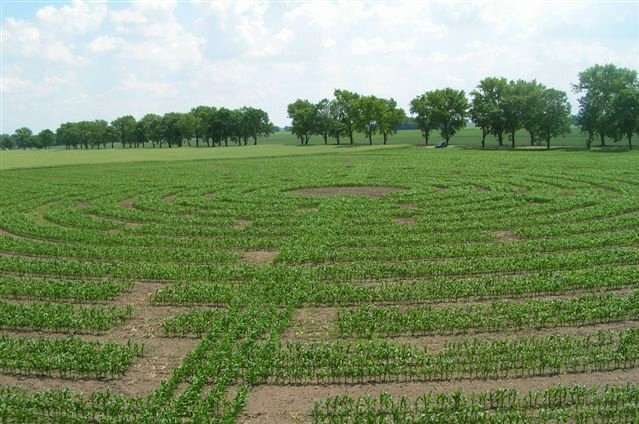
Labirynt kukurydziany w Kobierzycach pod Wrocławiem

Labirynt (gr. λαβύρινθος labýrinthos) – budowla odznaczająca się bardzo zawiłym układem dużej liczby pomieszczeń i łączących je krętych ciągów korytarzy, co utrudniało niepowołanym osobom dostęp do usytuowanego zwykle centralnie, strzeżonego pomieszczenia (np. grobowca, skarbca).

## Zastosowanie
Używany jest czasami w matematyce i w logice. Słowo labirynt jest niegreckiego pochodzenia, uważa się, że pochodzi od przedgreckiego (lidyjskiego) słowa labrys, które oznaczało obusieczny topór.
Labirynt znany jest od czasów starożytnych: stosowano go w starożytnej Mezopotamii i starożytnym Egipcie (stosowany był w królewskich grobowcach). W sztuce greckiej i rzymskiej wyobrażenia labiryntu występowały często w malarstwie wazowym, na mozaikach, monetach jako skomplikowane figury geometryczne o układzie centralnym. Z mitologii znany jest labirynt kreteński. Został zbudowany przez Dedala i znajdował się w pałacu w Knossos, na Krecie. W nim, według greckiego mitu, uwięziony był potwór Minotaur. Labrysy (topory) do obrony przed Minotaurem, miały się jakoby znajdować w komnacie króla Minosa – stąd tę komnatę, a także cały pałac, nazwano labyrinthos.
Jako figura geometryczna o skomplikowanym, najczęściej spiralnym lub meandrowym rysunku, układana była z płyt w posadzce nawy głównej w średniowiecznych gotyckich katedrach. Labirynty z XII i XIII wieku można zobaczyć np. w katedrze w Chartres i katedrze w Amiens – w północnej Francji oraz w Sienie we Włoszech. Przebycie tych labiryntów na kolanach, odmawiając modlitwy, zastępowało odbycie pielgrzymki do odległego kraju.
Labirynty stosowano także w parkach, ogrodach, a także współcześnie stosuje się na polach jako atrakcję turystyczną. Najbardziej znane labirynty polowe tworzone są z kukurydzy. Jest ona wystarczająco wysoka, aby ukryć kręte ścieżki.
Jeżeli wszystkie ściany labiryntu są ze sobą połączone, wystarczy cały czas trzymać się wyłącznie strony lewej lub wyłącznie strony prawej. Wtedy prędzej czy później wyjdzie się z labiryntu.
Labirynt może być unikursalny, tzn. taki który ma tylko jedno wejście i wyjście i jedną drogę między nimi. Drugim rodzajem jest labirynt nieunikursalny, inaczej zawiły – w którym może występować wiele wejść, dróg oraz ślepe uliczki. W języku angielskim określany jako „maze” w odróżnieniu od „labyrinth” oznaczającego labirynt unikursalny.

## Symbolika
Symbol labiryntu jest archetypem znanym na całym świecie: od Azji, przez Afrykę i Europę aż po Amerykę Płd. Początki powstawania struktury znaczeniowej symbolu sięgają czasów zamieszkiwania ludzi w jaskiniach i wiążą się z wynikającymi z tego tajemnicami, lękami, etc. Symbole labiryntu jako ryty naskalne pojawiają się w jaskiniach w okolicach Pontevedra w Hiszpanii (datowane na okres 900–500 p.n.e.) i w Val Camonica we Włoszech (750–550 p.n.e.).

### Znaczenie
Jego znaczenie jest tak samo skomplikowane jak sam wzór. Konotacje z istniejącymi labiryntami-budowlami, mającymi często charakter obronny, lub utrudniający dostęp spowodowały powstanie symboliki ochronnej – wizerunek labiryntu umieszczano na greckich domach dla zmylenia złych duchów. Najczęściej utożsamiany jest jednak z rytuałem „przejścia” czy inicjacji – symbolicznym powrotem do łona matki, „śmiercią” i odrodzeniem. W tym sensie rozumiany może być jako symbol poszukiwania duchowego centrum, dążenia do samopoznania. Do celów rytualnej inicjacji symbol labiryntu wprowadzano do wczesnych świątyń. Umieszczany na posadzce wizerunek labiryntu był częstokroć miejscem rytualnych tańców, naśladujących trasę Słońca na niebie. W symbolice katolickiej umieszczany na posadzkach średniowiecznych kościołów labirynt symbolizował „drogi prowadzące do Jerozolimy”. Najbardziej znany labirynt tego typu znajduje się w katedrze Chartres we Francji.